# Martinus Theunis Steyn
Martinus (oppure Marthinus) Theunis Steyn (Rietfontein, 2 ottobre 1857 – Bloemfontein, 28 novembre 1916) è stato un politico sudafricano.
Fu considerato una delle maggiori figure di spicco per l'indipendenza boera.

## Biografia
Marthinus Theunis Steyn nacque a Rietfontein vicino a Winburg il 2 ottobre 1857 dal matrimonio tra Marthinus Steyn e Cecilia Wessels. Steyn è cresciuto a contatto con la più alta aristocrazia Afrikaner, suo padre fece parte del Consiglio Esecutivo dello Stato Libero dell'Orange e fu molto amico del Presidente Jan Brand. Dopo aver terminato i suoi studi al Grey College, su suggerimento del giudice James Buchanan, si trasferì, nel 1877 a Deventer nei Paesi Bassi per studiare presso l'Università di Leida. Nel 1879 prima di sostenere gli esami di ammissione, si trasferì a Londra per continuare la sua formazione giuridica presso la Inner Temple dove fu ammesso nel 1882. Una volta tornato nello Stato Libero dell'Orange aprì uno studio legale a Bloemfontein e il 10 marzo 1887 si sposò con Isabella Rachel (Tibbie) Fraser.

### Carriera Politica
La sua carriera politica iniziò nel 1889 con la nomina a Procuratore Generale. Il 5 maggio 1892 venne nominato Primo Giudice Penale dello Stato Libero dell'Orange. Quando nel 1895 FW Reitz dette le dimissioni dalla carica di Presidente, Steyn si candidò come suo successore. La politica del suo rivale alle elezioni, John Fraser, era incentrata ad una collaborazione con gli inglesi della Colonia del Capo, mentre Steyn appoggiava una stretta cooperazione con la repubblica del Transvaal e mirava ad un'unica repubblica boera sotto la stessa bandiera. La paura dell'imperialismo britannico suscitata dal Jameson Raid determinò l'esito delle elezioni. L'ondata di nazionalismo che si profuse tra gli Afrikaner portò Steyn ad una vittoria schiacciante alle elezioni presidenziali. Giurò come presidente dello Stato Libero dell'Orange il 4 marzo 1896. Anche se aveva 39 anni, un'età molto giovane per un presidente, dimostrò di essere una persona molto matura e con un forte senso dei compiti e del dovere, vista la naturalezza con cui iniziò il suo compito e la determinazione nel prendere le decisioni. Steyn continuò l'opera già iniziata dai suoi predecessori, in particolare di Brand, che pose delle basi solide nell'amministrazione dello Stato Libero dell'Orange. Furono migliorate le strutture scolastiche e le scuole di agraria e furono introdotte le scuole ad indirizzo industriale. Nel marzo 1897 a Bloemfontein, durante una conferenza alla presenza del Presidente Kruger propose di estendere il trattato politico del 1889 ad una collaborazione militare in caso di guerra con gli inglesi. Steyn cercò di persuadere il governo del Transvaal ad essere più flessibile nei confronti degli Uitlanders. Nel 1899 la situazione diventò critica quando l'Alto Commissario Britannico Milner interruppe i colloqui con il Presidente Kruger durante la conferenza di Bloemfontein (31 maggio - 5 giugno 1899) promossa da Steyn. Il 27 settembre 1899 presentò al Volksraad dello Stato Libero dell'Orange un resoconto dei negoziati con gli inglesi e concluse che avrebbe preferito perdere l'indipendenza dello Stato Libero con onore che mantenerla con disonore. Questo fu il preludio alla Seconda guerra boera.

### Seconda guerra boera
In qualità di capo supremo delle forze armate, organizzò la condotta di guerra e visitò le sue truppe per incoraggiarle. Dopo la disfatta del generale Cronje a Paardeberg, Steyn invitò i suoi uomini demoralizzati ad opporre una strenua resistenza agli inglesi. Prima a Poplar Grove (7 marzo 1900) e successivamente a Driefontein (10 marzo 1900) le sue truppe furono sconfitte dagli inglesi che poterono avanzare verso Bloemfontein. Il 13 marzo 1900, Lord Roberts entra a Bloemfontein. Steyn e il governo avevano lasciato la città il giorno precedente e dovettero cambiare frequentemente le località dove riunirsi.
A Kroonstad, Steyn presiedette un Consiglio di Guerra congiunto con i comandanti del Transvaal, Kruger e Joubert, dove si decise di intraprendere la guerriglia come forma di guerra. In questa fase si creò un triumvirato, politico, militare e spirituale, formato dal Presidente Steyn, dal generale De Wet, e dal reverendo J.D. Kestell. Anche se De Wet era più anziano di tre anni, ha considerato il Presidente Steyn come suo padre spirituale. I tre hanno costituito l'anima della lotta Afrikaner con il calvinismo, come fondamento per il futuro. Steyn dovette intervenire diverse volte quando il governo del Transvaal cercò di avviare dei negoziati di pace con gli inglesi. Nel maggio del 1900 si recò a Pretoria ad incoraggiare il Presidente Kruger, piuttosto amareggiato, a continuare il conflitto. A Senekal, venne a conoscenza dei colloqui di pace che si sarebbero svolti a Middelburg il 28 febbraio 1901. Anche se questi non avvennero, si rese conto della volontà del governo del Transvaal di cessare le ostilità, per cui decise di incontrare i rappresentanti governativi a Klipdrif vicino a Vrede e riuscì a convincerli a continuare la guerra. Protestò fortemente con i suoi alleati dopo essere stato informato dei negoziati di pace tra i governatori del transvaal e Kitchener che si sarebbero dovuti tenere nel mese di maggio 1901 presso Waterval. Il 31 ottobre 1900 si ricongiunse con De Wet per tornare nello Stato Libero dell'Orange e rischiò di essere catturato dagli inglesi nei pressi di Bothaville. Partecipò a fianco di De Wet, nel mese di dicembre del 1900 e il 10 febbraio 1901 ai due tentativi, entrambi falliti, di invadere la Colonia del Capo. In questo periodo scadde il mandato di Presidente e come unico candidato fu rieletto durante le elezioni. In data 11 luglio 1901 riuscì a sfuggire alla cattura, nei pressi di Reitz grazie all'aiuto del suo servitore personale. La sua guardia del corpo e vari elementi del suo governo furono catturati dagli inglesi. Steyn dovette ricomporre il suo gabinetto di governo. Steyn rispose al generale Roberts che aveva annesso lo Stato Libero dell'Orange, che lo Stato Libero esisteva ancora, nonostante il proclama di annessione. il 7 agosto 1901, Kitchener, dette un ultimatum ai boeri. Chi non si fosse arreso entro il 15 settembre sarebbe stato condannato all'esilio e alla confisca di tutti i beni. Il 15 agosto, Steyn rispose che i metodi adottati durante la guerra erano inammissibili.
Dopo le vittorie boere a Tafelkop (20 dicembre) e a Groenkop (25 dicembre), Steyn, nel mese di marzo del 1902, si unì al gruppo del generale De la Rey nei pressi di Doornspruit e consultò il dott. Van Rennenkampf riguardo alla grave malattia che lo aveva colpito agli occhi. A causa degli enormi sforzi durante la guerra, fu colpito da Miastenia gravis.Partecipò solo parzialmente alle trattative di pace con gli inglesi per il peggioramento delle sue condizioni di salute ma fu sempre tenuto al corrente da J.D. Kestell e da De Wet. Durante una serie di colloqui, Kitchener, lo riconobbe come un grande leader. Il forte peggioramento delle condizioni di salute lo costrinse alle dimissioni da Presidente dello Stato Libero dell'Orange e gli fu così risparmiata l'amarezza della firma del Trattato di Vereeniging.

### Dopoguerra
Si trasferì, con la moglie, in Europa per curare la sua malattia, e dopo tre anni tornò a casa, grazie all'aiuto finanziario di alcuni amici, e si stabilì a Onze Rust. Partecipò alla Convenzione Nazionale (1908-09) che portò alla nascita dell'Unione Sudafricana nel 1910 di cui dovette rinunciare la presidenza per motivi di salute. Il 16 dicembre 1913 inaugurò il National Women’s Memorial che più di tutti volle erigere. Questo monumento fu dedicato alle donne e ai bambini deceduti nei campi di prigionia. Pur essendosi ritirato dalla vita politica molti suoi amici e dirigenti di partito richiesero i propri consigli.
Steyn rimase molto amareggiato dalla scissione che ci fu tra gli Afrikaner a causa delle diverse opinioni sul coinvolgimento alla prima guerra mondiale, che portò alla rivolta un gruppo comandato dal generale De Wet.
Quando Botha represse la ribellione boera e catturò il generale De Wet, Steyn, chiese clemenza per tutti i rivoltosi.
Il 16 novembre 1916 morì a causa di un malore improvviso e fu sepolto accompagnato dal suo amico e compagno d'armi De Wet presso il National Women's Memorial che aveva inaugurato tre anni prima.